# Amours troubles
Pour plus de détails, voir Fiche technique et Distribution.
Amours troubles (Gigli) est un film américain réalisé par Martin Brest sorti en 2003.

## Synopsis
Larry Gigli (Ben Affleck), un tueur à gages qui travaille pour le compte de Louis (Lenny Venito), un ponte de la mafia, est chargé d'enlever dans un hôpital psychiatrique Brian (Justin Bartha), le frère handicapé mental d'un procureur tenace. Ce dernier tente de mettre derrière les barreaux Starkman (Al Pacino), un puissant bonnet de la pègre de la côte Est, également employeur de Louis et Gigli. Brian servira ensuite de moyen de pression pour que le procureur abandonne ses poursuites. Pour cette opération délicate, Larry est assisté de la très séduisante Ricki (Jennifer Lopez), une jeune femme dont il tombe éperdument amoureux…

## Fiche technique
Sauf indication contraire, les informations mentionnées dans cette section peuvent être confirmées par la base de données cinématographiques IMDb,  présente dans la section « Liens externes ».
- Titre original : Gigli
- Titre français : Amours troubles
- Titre québécois : Gigli
- Réalisateur : Martin Brest
- Scénario : Martin Brest
- Production : Martin Brest et Casey Silver
- Musique : John Powell
- Costumes : Michael Kaplan
- Photographie : Robert Elswit
- Montage : Julie Monroe et Billy Weber (en)
- Distribution : Columbia Pictures - Revolution Studios
- Budget : 54 000 000 $ (estimation)
- Pays :  États-Unis
- Langue : anglais
- Durée : 121 minutes
- Dates de sortie :
  - États-Unis : 1er août 2003
  - France : 12 novembre 2003
  - Belgique : 26 novembre 2003
- Classification :
  - France : tous publics[1]

## Distribution
Légende : VF = Version française et VQ = Version québécoise
- Ben Affleck (VF : Boris Rehlinger et VQ : Pierre Auger) : Larry Gigli
- Jennifer Lopez (VF : Annie Milon et VQ : Hélène Mondoux) : Ricki
- Lenny Venito (VF : Jérôme Pauwels et VQ : Sylvain Hétu) : Louis
- Al Pacino (VF : José Luccioni et VQ : Luis de Cespedes) : Starkman
- Justin Bartha (VF : Philippe Bozo et VQ : Hugolin Chevrette) : Brian
- Christopher Walken (VF : Bernard Tiphaine et VQ : Hubert Gagnon) : inspecteur Stanley Jacobellis
- Lainie Kazan (VQ : Johanne Léveillé) : la mère de Gigli
- Missy Crider (VF : Barbara Tissier) : Robin
- Todd Giebenhain (VF : Donald Reignoux) : garçon au lycée #1

## Accueil
Ce film fut un échec monumental au box-office : il essuya des critiques quasi unanimement négatives et ne rapporta que 4 millions de dollars le premier week-end, alors qu'il en avait coûté 54. Il battit aussi le record du plus mauvais 2e week-end, avec une chute des entrées de 82 % par rapport au premier week-end. Le terme Gigli fut même un moment utilisé par les Américains pour désigner une chose de piètre qualité. Il disparut des salles de cinéma au bout de seulement 3 semaines, n'ayant rapporté finalement que 7 millions de dollars aux États-Unis et à l'étranger.
Bien que le film lui-même ait été souvent considéré comme particulièrement mauvais (la scène où Jennifer Lopez parle de « fourrer la dinde » étant particulièrement citée à ce sujet), la réputation du film a certainement souffert de la relation amoureuse entre les deux vedettes, et le fait que personne ne sache vraiment comment prononcer le titre (Zhi-li) n'a guère aidé.
Le principal reproche adressé au film est d'être typiquement un de ces block busters produits à la chaîne par l'industrie cinématographique américaine : une histoire peu originale, des dialogues sans saveur, etc. Tout ceci, associé au battage médiatique autour des deux vedettes, donna naissance au « syndrome de Gigli »[réf. nécessaire].

## Distinctions

### Récompenses
- 2004 : Razzie Award du pire film
- 2004 : Razzie Award du pire acteur pour Ben Affleck (récompense concernant également ses prestations dans Daredevil et Paycheck)
- 2004 : Razzie Award de la pire actrice pour Jennifer Lopez
- 2004 : Razzie Award du pire réalisateur pour Martin Brest
- 2004 : Razzie Award du pire couple à l'écran pour Ben Affleck et Jennifer Lopez
- 2004 : Razzie Award du pire scénario pour Martin Brest
- 2005 : Razzie Award de la pire comédie des 25 dernières années

### Nominations
- 2004 : Nomination au Razzie Award du pire second rôle masculin pour Al Pacino et Christopher Walken
- 2004 : Nomination au Razzie Award du pire second rôle féminin pour Lainie Kazan